# Jacques Kossowski
Jacques Kossowski, né le 11 octobre 1940 à Paris 14e, est un homme politique français.
Devenu conseiller municipal de Courbevoie en 1983, il en devient le maire en 1995, poste qu'il occupe depuis. Il est également député des Hauts-de-Seine de 1997 à 2017.

## Biographie
Il est directeur de société avant de s'engager en politique. À l'occasion des élections municipales de 1983, il entre au conseil municipal de Courbevoie, sur la liste de l'UDF Charles Deprez. En 1993, il devient adjoint au maire chargé de l'urbanisme puis devient maire de la ville en 1995.
Il est ensuite élu député de la 3e circonscription des Hauts-de-Seine en 1997 comme candidat de droite dissident contre le député officiel sortant Jean-Yves Haby, investi par l'UDF et le RPR. Il se représente et conserve son siège jusqu'en 2017, date où en conformité avec la loi sur le non-cumul des mandats, il choisit de privilégier son mandat de maire et de laisser son investiture à Jean Spiri, qui est finalement battu par la candidate macroniste Christine Hennion,.
Il soutient Nicolas Sarkozy pour la primaire présidentielle des Républicains de 2016. Au début de cette même année, il prend la présidence de l'établissement public territoriale Paris Ouest la Défense.
Élu comme maire à de multiples repises dès le premier tour, il est confronté à son ancienne adjointe Aurélie Taquillain, qui a rejoint la République en marche, lors des élections municipales de 2020 et est mis en ballotage. Il est toutefois réélu malgré un report de voix qui lui semblait défavorable en raison de l'absence de liste de gauche en second tour.

## Détail des mandats
- depuis le 25 juin 1995 : maire de Courbevoie (Hauts-de-Seine)
- 12 juin 1997 - 20 juin 2017 : député de la 3e circonscription des Hauts-de-Seine
- depuis le 11 janvier 2016 : président de l'Établissement public territorial Paris Ouest La Défense
- Président de l'Association des maires des Hauts-de-Seine
- depuis 2014 : Président du Syndicat intercommunal funéraire de la région parisienne

## Décoration
- Chevalier de la Légion d'honneur (2025)[9].

## Résultats électoraux

### Élections législatives
| Année | Parti  | Parti | Circonscription       | 1er tour | 1er tour | 1er tour | 2d tour | 2d tour | 2d tour |
| Année | Parti  | Parti | Circonscription       | Voix     | %        | Rang     | Voix    | %       | Issue   |
| ----- | ------ | ----- | --------------------- | -------- | -------- | -------- | ------- | ------- | ------- |
| 1997  |        | DVD   | 3e des Hauts-de-Seine | 11 698   | 35,44    | 1er      | 18 094  | 42,30   | Élu     |
| 2002  |        | UMP   | 3e des Hauts-de-Seine | 11 698   | 55,25    | 1er      |         |         | Élu     |
| 2007  | 27 920 | UMP   | 3e des Hauts-de-Seine | 56,79    | 1er      |          |         |         | Élu     |
| 2012  | 21 094 | UMP   | 3e des Hauts-de-Seine | 46,78    | 1er      | 24 510   | 57,22   |         | Élu     |

### Élections municipales
Les résultats ci-dessous concernent uniquement les élections où il est tête de liste.
| Année | Liste  | Liste | Commune    | 1er tour | 1er tour | 1er tour | 2d tour | 2d tour | 2d tour | Sièges obtenus | Sièges obtenus |
| Année | Liste  | Liste | Commune    | Voix     | %        | Rang     | Voix    | %       | Rang    | CM             | CC ou CMGP     |
| ----- | ------ | ----- | ---------- | -------- | -------- | -------- | ------- | ------- | ------- | -------------- | -------------- |
| 2001  |        | RPR   | Courbevoie | 9 332    | 45,88    | 1er      | 12 522  | 64,63   | 1er     |                |                |
| 2008  |        | UMP   | Courbevoie | 13 531   | 54,95    | 1er      |         |         |         | 43 / 53        |                |
| 2014  | 14 965 | UMP   | Courbevoie | 55,94    | 1er      |          |         |         | 42 / 53 | 19 / 24        |                |
| 2020  |        | LR    | Courbevoie | 8 923    | 45,42    | 1er      | 9 251   | 55,76   | 1er     | 42 / 53        | 2 / 2          |